# Rock Forest
 (septembre 2010).
Si vous disposez d'ouvrages ou d'articles de référence ou si vous connaissez des sites web de qualité traitant du thème abordé ici, merci de compléter l'article en donnant les références utiles à sa vérifiabilité et en les liant à la section « Notes et références ».
Rock Forest est une ancienne ville de la province de Québec. Elle a été fusionnée à la ville de Sherbrooke le 1er janvier 2002.
Le long de la rivière Magog, à 15 kilomètres en amont du vieux Sherbrooke, l'ancienne ville de Rock Forest vit le jour graduellement au milieu du XIXe siècle sous le vocable de « Drop Off » en raison du moulin de bois qui s'y construisit. Partie du canton d'Orford, la bourgade fut rebaptisée du nom de Rock Forest par le pionnier irlandais Parker Neagle vers la fin du XIXe siècle (l'habitude postale s'y est prise). La municipalité prit définitivement le nom de Rock Forest lors de son érection en qualité de village en 1921. Son premier maire élu fut Éméry Fontaine. Son deuxième maire fut Alcide Gauthier de janvier 1922 à janvier 1923, une rue porte d'ailleurs son nom. Quant à la paroisse catholique romaine, elle fut érigée en 1892 sous le vocable de Saint-Roch-d'Orford. Puis, elle fut ensuite scindée en 1982, donnant naissance à une nouvelle entité du nom de La Résurrection (partie nord de la municipalité). D'abord village agricole, puis banlieue résidentielle et commerciale de Sherbrooke, Rock Forest connut un développement démographique spectaculaire dès le début de 1980, passant de quelques milliers d'habitants à plus de 22 000 résidents. Le secteur urbain se reconnaît vite, étant caractérisé par deux châteaux d'eau, visibles à des kilomètres à la ronde, qui servent pour le réseau municipal d'aqueduc de Sherbrooke.
Depuis 1955, l'écoumène actuel s'est déplacé du village originel à la route 112, l'avenue commerciale, connue sous le nom de Boulevard Bourque. Le village est devenu excentré de sa couronne urbaine qui a connu une croissance phénoménale à partir de 1980, sous la férule du maire Gaétan Lavallée et de son équipe. La municipalité était même devenue à ce point émergente qu'on la considérait comme la tête de turc des quelques banlieues enveloppant la métropole régionale de Sherbrooke, par son indépendance dans ses décisions et ses initiatives singulières dans l'action (campagne promotionnelle médiatique, service d'incendie privé, centre récréatif autonome, développement commercial particulier, transport en commun privé etc). Bref, Rock Forest était devenue une leader dans le milieu et une agglomération "ciblée" par les investisseurs, devenant presque une "concurrente" pour la capitale régionale et ses édiles qui l'avaient jusque-là plus ou moins prise au sérieux.[réf. nécessaire]
Le territoire compte trois écoles primaires issues de l'ancienne école St-Roch (au vieux village) : Le Boisjoli (partie sud-ouest), Beaulieu (partie centrale), La Maisonnée (partie nord). On y trouve aussi un centre de formation jeunesse, une école primaire privée et une bibliothèque. En outre, il est pourvu de plusieurs parcs et plateaux sportifs, dont son Centre récréatif, doté de 5 courts de tennis, un aréna, salles de racketball, volleyball, balle-au-mur, resto etc.
Grâce à ces services de loisirs, à son environnement enviable et à ses accès routiers stratégiques, la municipalité est ainsi devenue un milieu de vie des plus prisée des jeunes familles, des "cols bleus", couples de fonctionnaires ou services publics etc.
Le 1er janvier 2002, les municipalités de Rock Forest, Deauville, Saint-Élie-d'Orford, Bromptonville, Fleurimont, Lennoxville, Ascot et Sherbrooke ont été agglomérées à la nouvelle ville de Sherbrooke (140 000 habitants).

## Infrastructure
Le réservoir d'eau du Secteur Rock Forest, bien connue sous le nom la « boule » est une infrastructure reconnue des habitants. Depuis 2024, elle s'anime à quelques moments clés, par exemple, lors de fêtes ou évènements spéciaux. 

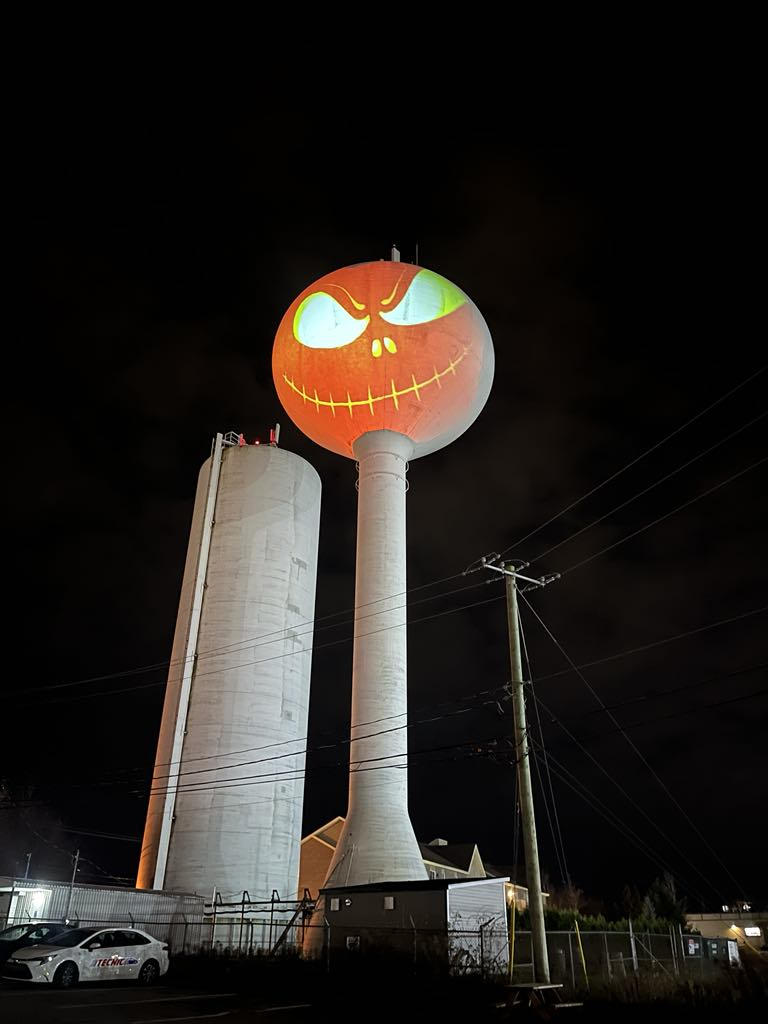
Réservoir d'eau du Secteur Rock Forest illuminé pour l'Halloween.